# Gialias
Der Gialias (griechisch Γιαλιάς, türkisch Çakıllı Dere/Yalya Deresi) ist der zweitgrößte Fluss Zyperns mit einer Länge von 88 km. Der Fluss entspringt im östlichen Troodos-Gebirge auf 1423 Metern Höhe (⊙). Er fließt durch die Machera-Berge und die Mesaoria-Ebene und mündet in die Bucht von Famagusta. Wie die meisten Flüsse auf Zypern führt der Gialias nicht ganzjährig, sondern nur während drei bis vier Monaten im Winter durchgehend Wasser.

## Geschichte
Der Gialias spielte eine wichtige Rolle bei der Gestaltung der Siedlungsstrukturen im südöstlichen Zypern während der späten Bronzezeit. Zu dieser Zeit war der Fluss auf etwa 60 km schiffbar. Dadurch verband er das zyprische Inland mit dem Hafen von Enkomi und dem Mittelmeer. Im oberen Tal des Flusses lag die Stadt Idalion und weiter östlich die befestigte Siedlung Sinda.

## Volkstraditionen
Es gibt viele Volkstraditionen, die mit dem Gialias verbunden sind. Im Dorf Nisou im Bezirk Nikosia glaubt man, dass der Fluss einst in zwei Teile geteilt wurde und sich an einer anderen Stelle wieder vereinigte, wodurch eine Insel entstand, von der der Name des Dorfes abgeleitet ist. Einer anderen Überlieferung zufolge waren die Flüsse Pedieos und Gialias in der Region des Dorfes Assia einst vereint. Die Landbesitzerin der Gegend soll jedoch entschieden haben, sie zu trennen und den Gialias in sein heutiges Flussbett zu verlegen, sodass er nun am Dorf vorbeifließt.